# حمولة السفينة
حمولة السفينة (بالإنجليزية: Ship's Tonnage)‏ هي نظام قياس، ووحدة قياس تسمى طن، هذه الكلمة يرجع اصلها في الإنجليزية إلى Tun و Tun هي سعة برميل من الخمر وهي تساوي 252 جالون.
والحمولات التي تقاس بها السفينة نوعان، حمولات تقاس بالحجم وحمولات تقاس بالوزن، أما بالنسبة للحمولات التي تقاس بالحجم فالطن يساوي 100 قدم3 أو 2.83 متر3,
بمعنى أن كل فراغ قدره 2.83 متر3 يعادل طن قياسي، اما الحمولات التي تقاس بالوزن فالطن فيها يساوي 1000 كيلو جرام بالمقياس الفرنسي، 2240 رطل بالمقياس الإنجليزي، بمعنى أن كل 1000 كيلو جرام تعادل طن وزني، ونريد أن نشير هنا إلى أن السفن الحربية تقاس حمولتها بالإزاحة، وسفن البضائع العامة تقاس حمولتها بحمولة إجمالية اما ناقلات البترول فتقاس حمولتها بالحمولة الساكنة. 
وحتى نعرف الفرق بين كل من الحمولات السابقة سنعرف الحمولات التي تقاس بالوزن، ثم الحمولات التي تقاس بالحجم.

## الحمولات التي تقاس بالوزن

### الإزاحة الكاملة
هو وزن السفينة حينما تكون شاحنة حتى خط شحنها الموسمي والإزاحة الكاملة التي يسترشد بها الإزاحة حتى تغطس السفينة إلى خط شحنها الصيفيSummer Load في المياه المالحة Salt Water (مياه البحر).
على سبيل المثال فالإزاحة الكاملة الصيفية هي وزن السفينة حينما تكون شاحنة حتى خط الشحن الصيقي في المياه المالحة والإزاحة الكاملة الشتوية هي وزن السفينة حينما تكون شاحنة حتى خط الشحن الشتوي في المياه المالحة...الخ وعلى ذلك فإن الإزاحة الكاملة تشمل وزن بدن السفينة Hullوالآلات Machinery والتجهيزات Fitting وقطع الغيار وجميع المعدات الدائمة في السفينة مضافا إليها وزن البضائع والوقود والمياه والمخازن والطاقم (في حالة السفن ابخارية يضاف إلى الأوزان السابقة وزن المياه داخل الخزانات حتى مستوى التشغيل)

### الإزاحة الخفيفة
هي مجموعة أوزان بدن السفينة والآلات والتجهيزات وقطع الغيار وجميع المعدات الدائمة ويضاف غلى ذلك في حالة السفينة البخرية وزن المياه داخل الخزنات حتى مستوى التشغيل.

### الحمولة الوزنية
هي الفرق بين الإزاحة الكاملة والإزاحة الخفيفة وعلى ذلك فالحمولة الوزنية تشمل وزن البضائع + الوقود + المياه + المخازن.
الحمولة الوزنية الكلية = الإزاحة الكاملة - الإزاحة الخفيفة
الحمولة الوزنية عند أي غاطس = الإزاحة عند هذا الغاطس - الإزاحة الخفيفة أو 
الحمولة الوزنية الكاملة = حمولة البضائع الوزنية + وزن المستهلكات
حيث:
حمولة البضائع الوزنية = وزن البضائع التي يمكن للسفينة شحنها لتصل إلى أقصى غاطس قانوني لها.
وزن المستهلكات = زيت الوقود + المياه العذبة + وزن المواد التموينية + مياه الصابورة + الطاقم والركاب وامتعتهم + خزين السطح.

## الحمولات التي تقاس بالحجم

### حمولة تحت السطح
هي مجموعة حمولات الفراغ تحت سطح الحمولة محددة بالحدود الأتية:
1. سطح الحمولة Tonnage Deck.
2. السطح العلوي لصهريج القاع المزدوج.
3. ومن داخل العيدان حتى داخل العيدان من الجانب الآخر، بالإضافة إلى حمولة اسطوانة عمود الرفاص والاجزاء الاضافية الأخرى التي تشكل جزءاَ من البدن تحت سطح الحمولة.

وسطح الحمولة هو أعلى سطح مستمر في السفينة التي تقل اسطحها المستمرة عن واحد أو السطح المستمر الثاني محسوباَ من القاع وذلك في السفن التي بها أكثر من سطحين.

### حمولة إجمالية
هو مجموع فراغات السفينة الداخلية وتشمل حمولة تحت السطح الكلية وحمولة الفراغ بين السطح الثاني والسطح العلوي - وحمولة الفراغ على أو فوق السطح العلوي والتي لها وسيلة إغلاق دائمة (منشآت السطح العلوي المغلقة) - صهاريج القاع المزدوج والأرضيات المفتوحة والمسافات بين العوارض وفتحات العنابر فوق السطح إذ نقص مجموعها عن 0.5% من الحمولة الكلية. وتحذف الفرغات التالية من الحمولة الكلية.
- الفراغات المخصصة لمياه الصابورة، ولا تقع في القاع المزدوج (ولا تستعمل في أغراض أخرى).
- غرفة القيادة، غرفة الخرائط، غرفة الراديو والمساعدات الملاحية.
- غرفة البطاريات ومعدات السلامة.
- المطبخ ومكان الخبز.
- الفرغات المصممة للإضاءة والتهوية والممرات المؤدية إليها.
- دورات المياه والمراحيض المخصصة للطاقم والربان.

### حمولة صافية (نقل)
هو حجم الفراغ الذي يدر نولون للسفينة أو ربح للسفينة وعلى ذلك فالحمولة الصافية Net Tonnage هي الحمولة الكلية مطروحة منها احجام الفرغات التي لا تدر ربحا أو إراداَ للسفينة وهي:
- غرفة الآلات والمراجل ونفق عامود الرفاص.
- أماكن إعاشة الطاقم.
- مخازن السفينة في حدود معينة.
- أماكن تشغيل السفينة (غرفة القيادة - غرفة الخرائط - غرفة التحكم - غرفة اللاسلكي).
- صهاريج مياه الصابورة.
- الآلات المساعدة تحت وفوق السطح.